# Synd
Pour plus de détails, voir Fiche technique et Distribution.
Synd est un film britannico-germano-suédois réalisé par Gustaf Molander, d'après la pièce Crimes et Délits d'August Strindberg, sorti en 1928.

## Fiche technique
- Titre : Synd
- Réalisation : Gustaf Molander
- Scénario : Paul Merzbach d'après la pièce Crimes et Délits d'August Strindberg
- Photographie : Julius Jaenzon
- Pays d'origine : Suède - Allemagne  République de Weimar - Royaume-Uni
- Format : Noir et blanc - 1,33:1 - Film muet
- Genre : drame
- Durée : 89 minutes
- Date de sortie : 1928

## Distribution
- Lars Hanson : Maurice Gérard
- Elissa Landi : Jeanne
- Anita Hugo : Marion
- Gina Manès : Henriette Mauclerc
- Hugo Björne : Adolphe
- Stina Berg (en) : Madame Catherine
- Ivan Hedqvist : le père de Jeanne
- Ragnar Arvedson (en)
- Erik Berglund (en)
- Carl Browallius (en)
- John Ekman